# Irene Rich

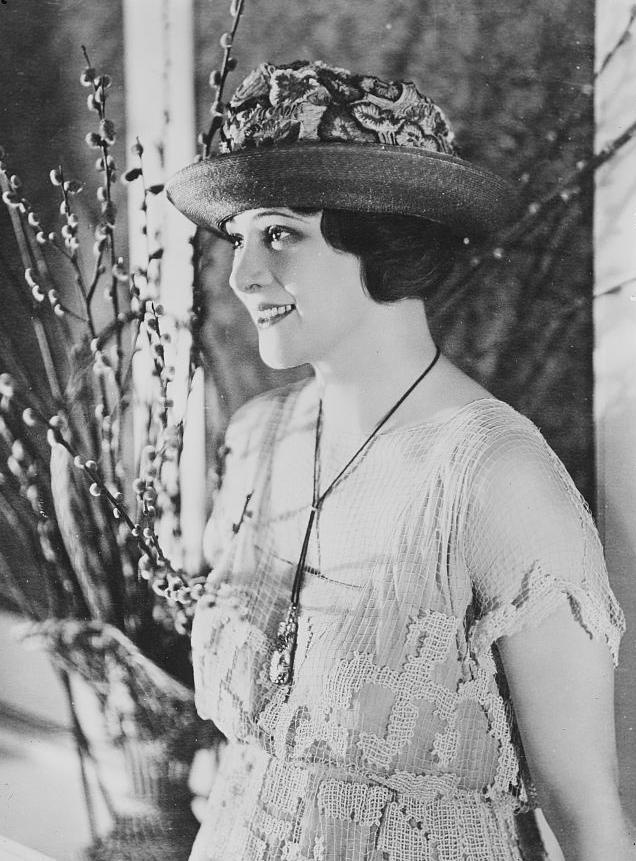
Irene Rich.

Irene Rich, född Irene Frances Luther den 13 oktober 1891 i Buffalo, New York, död 22 april 1988 i Hope Ranch nära Santa Barbara, Kalifornien, var en amerikansk skådespelare. Rich medverkade i över 110 filmer där majoriteten var stumfilmer på 1910- och 1920-talen.
Irene Rich har två stjärnor på Hollywood Walk of Fame, en för film vid adressen 6225 Hollywood Blvd och en för radio vid 6150 Hollywood Blvd.

## Filmografi i urval
- 1919 – Nattens vargar
- 1925 – Hans största frestelse